# 三宅俊雄
三宅 俊雄（みやけ としお、1886年（明治19年）1月1日 - 1971年（昭和46年）2月8日）は、大日本帝国陸軍軍人、陸軍司政長官。最終階級は陸軍中将。功四級。

## 経歴
1886年（明治19年）に東京府で生まれた。陸軍士官学校第17期、陸軍大学校第31期卒業。1929年（昭和4年）8月1日、陸軍歩兵大佐進級と同時に丸亀連隊区司令官に着任した。1930年（昭和5年）8月に歩兵第14連隊長（第12師団・歩兵第12旅団）に転じ、1931年（昭和6年）8月に第11師団参謀長に就任した。1932年（昭和7年）3月1日、第11師団は第一次上海事変に出動し、七了口への奇襲上陸を敢行した。
1934年（昭和9年）3月5日、陸軍少将進級と同時に歩兵第15旅団長（第2師団）に着任し、1936年（昭和11年）3月には陸軍戸山学校長に転じ、1937年（昭和12年）8月に陸軍中将進級と同時に陸軍歩兵学校長に就任した。1938年（昭和13年）6月に第104師団長に親補され、張鼓峰事件勃発時には南満で待機していた。ついで第21軍隷下に編入され、広東攻略戦に出撃した。同年11月17日に参謀本部附となり、12月1日に待命、12月28日に予備役に編入された。1942年（昭和17年）7月3日に陸軍司政長官に任ぜられ、8月1日からランポン州長官を務めた。1944年（昭和19年）2月5日にパレンバン州長官に転じ、終戦までその任にあった。